# نشان ملی پورتوریکو
نشان ملی پورتوریکو برای نخستین بار توسط پادشاهی اسپانیا در سال ۱۵۱۱ به این جزیره اهدا شد و قدیمی‌ترین نمادی است که هنوز در قارهٔ آمریکا استفاده می‌شود. تسلط اسپانیایی‌ها بر جزیرهٔ پورتوریکو پس از پایان جنگ آمریکا و اسپانیا در سال ۱۸۹۹، اتمام یافت و در پیمان‌نامه‌ای آمریکا صاحب آن گردید. قانونی در سال ۱۹۰۵ فرمان استفادهٔ مجدد از نشان ملی در عصر استعمار اسپانیا را صادر کرد و پس از تلاش‌هایی جهت بازسازی علامت مذکور، از سال ۱۹۷۶ میلادی نشان ملی پورتوریکو مجدداً استفاده شد.

## تاریخچه

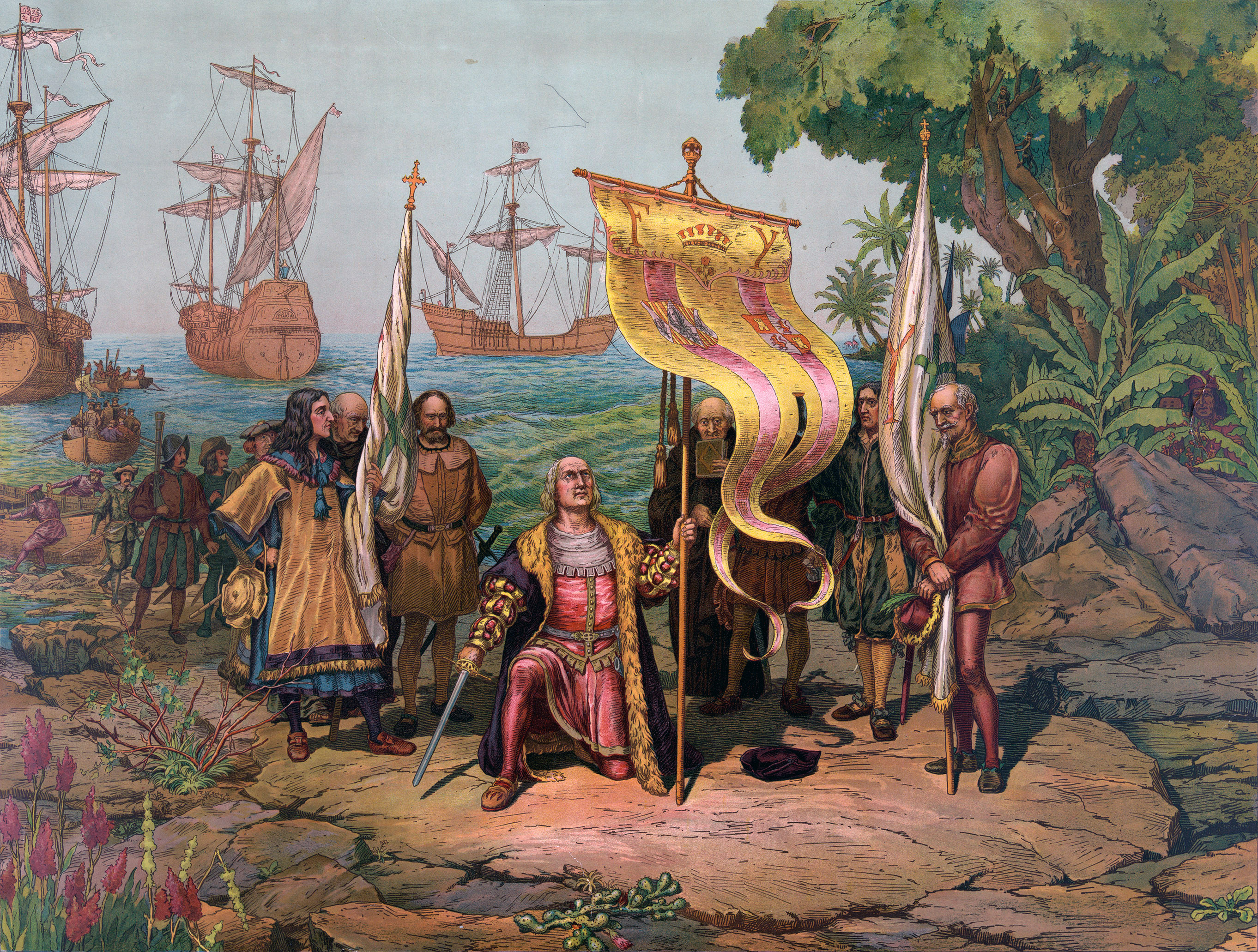
یک نقاشی از کریستف کلمب در بر جدید که بیرقی با نشان فرناندوی دوم، پادشاه آراگون و ایزابل یکم، ملکه کاستیا حمل می‌کند.

نشان اصلی نشانهٔ تسخیر و تسلط امپراتوری اسپانیا، نفوذ قدرتمندانهٔ کلیسای کاتولیک رومی در منطقه و یکپارچگی پورتوریکو به عنوان مستعمره‌ای از اسپانیا است. انواع مختلفی از نشان ملی مذکور در طول تاریخ پورتوریکو وجود داشته. نسخهٔ کنونی را حکومت مشترک‌المنافع پورتوریکو در تاریخ ۳ ژوئن ۱۹۷۶ به تصویب رساند.
در این نشان علائم مختلفی نهفته‌است. به طور مثال:
- رنگ سبز در پس‌زمینهٔ سپر نشان دهندهٔ پوشش گیاهی جزیره است. برهٔ خدا و پرچم صلیبی در سپر نیز نشانه‌های سنتی یحیی، حامی جزیره، هستند. کتاب دارای هفت مُهر که زیر پای بره است، نشانهٔ نمادین کتاب مکاشفه یوحنا، اثر یوحنای دیلمی، از حواریون عیسی، است.
- نوار حاشیهٔ سپر دارای شانزده نشان دودمانی با ریشه‌های اروپایی است: نماد پادشاهی کاستیا و پادشاهی لئون، پرچمی با نشان تاج کاستیا و لئون و صلیب اورشلیم (نشانی از پادشاهی اورشلیم که وارث آن پادشاهی سیسیل و پس از آن پادشاهی اسپانیا بوده‌اند) در این شانزده تصویر تکرار شده‌اند.
- در دو سوی نشان حروف F و Y به نشان فرمانروایان کاتولیک اسپانیا، فرناندوی دوم، پادشاه آراگون و ایزابل یکم، ملکه کاستیا، درج شده‌اند که یادآور پرچمی هستند که نخستین بار کلمب در زمان کشف جزیره به همراه داشت. در کنار حرف y تصویر یوغ (yugo) و در کنار f تصویر تیر (flechas) نمایان هستند.[۲]
- شغاری به زبان لاتین با عبارت "JOANNES EST NOMEN EJUS" (نقل‌قولی از ولگاته در انجیل لوقا ۱:۶۳), در زیر نشان وجود دارد که معنای آن «نام او جان است» می‌شود. این عبارت در اشاره به یحیی که در فرهنگ آن‌ها سنت خوآن د باپتیست یا سن خوآن بائتیستا نامیده می‌شود.[۳]

## مهر ملی
همه ایالت‌ها و قلمروهای ایالات متحده آمریکا یک مهر و موم رسمی برای تأیید اعتبار اسنادشان دارند. در پورتوریکو نشان ملی سنتی به عنوان علامت اصلی دولت مرکزی استفاده می‌شود. مهر و موم دارای بیشتر عناصر نشان ملی است، اما عناصر مذهبی با توجه به جدایی کلیسا و دولت در ایالات متحده از آن زدوده شدند. در مهر بره، دیگر هالهٔ نور ندارد و در پرچمش رنگ سفید به جای صلیب قرمز جای گرفته. او بر کتابی نشسته‌است که نشانی از وحی و آسمانی بودن ندارد.

## مهر فرمانداران
مهر فرماندار نماد رسمی رئیس اجرایی پورتوریکو است. این طرح از مهر رئیس جمهور ایالات متحده، پیروی می‌کند. انواع مختلفی از مهر فرماندار وجود دارد.

Seal of the Governor of Puerto Rico
A variant of the Governor's seal
Seal of the Governor Elect

## مهر حکومت پورتوریکو
بخش‌های مختلف و نهادهای گوناگون جزیره دارای مهرهای مختص به خود هستند:

وزیر امور خارجه
مجلس قانونگذاری
مجلس نمایندگان
مجلس سنا
اعضای مجلس سنا